# Asas de Portugal

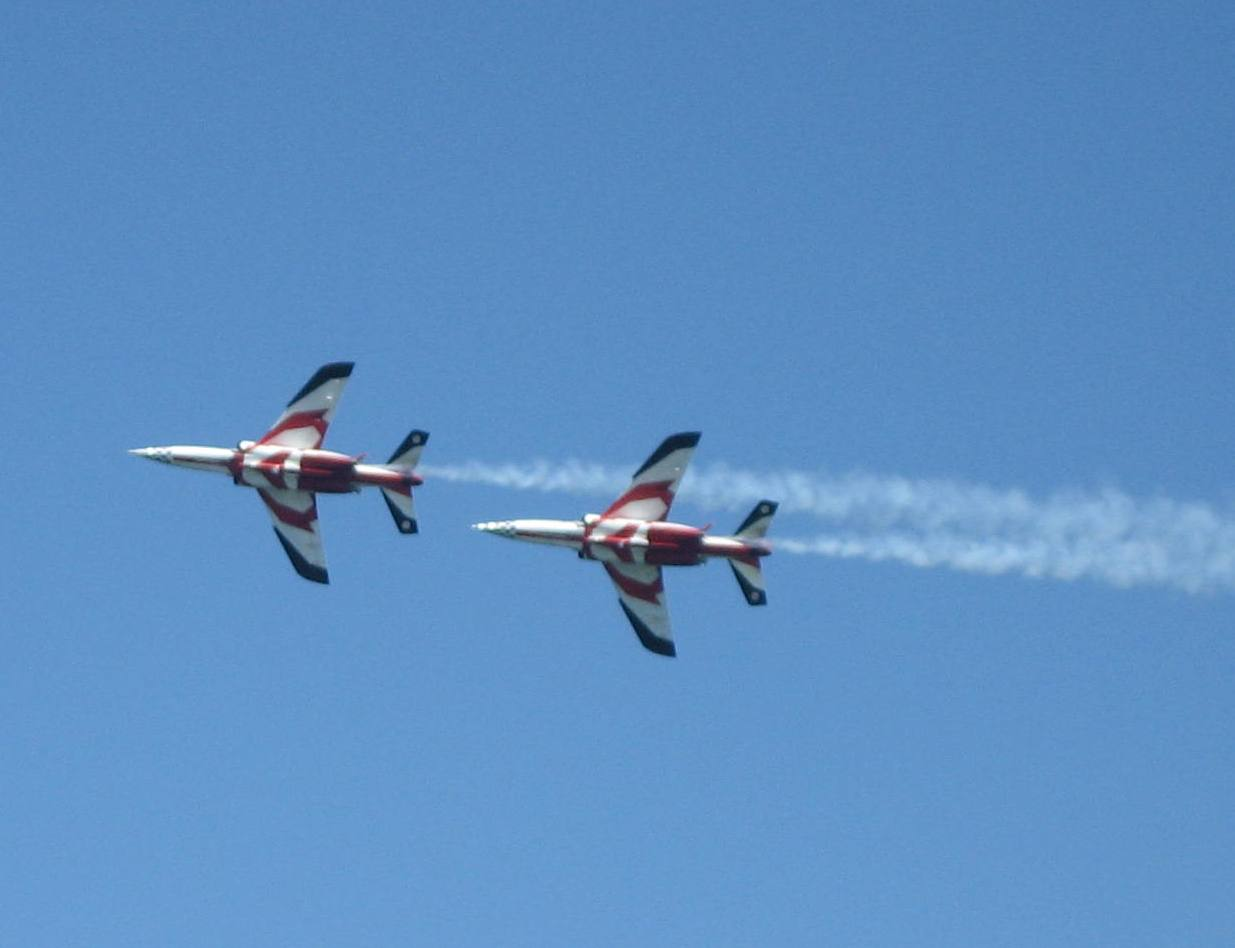
Manobra acrobática dos Asas de Portugal, num festival aéreo em 2009.

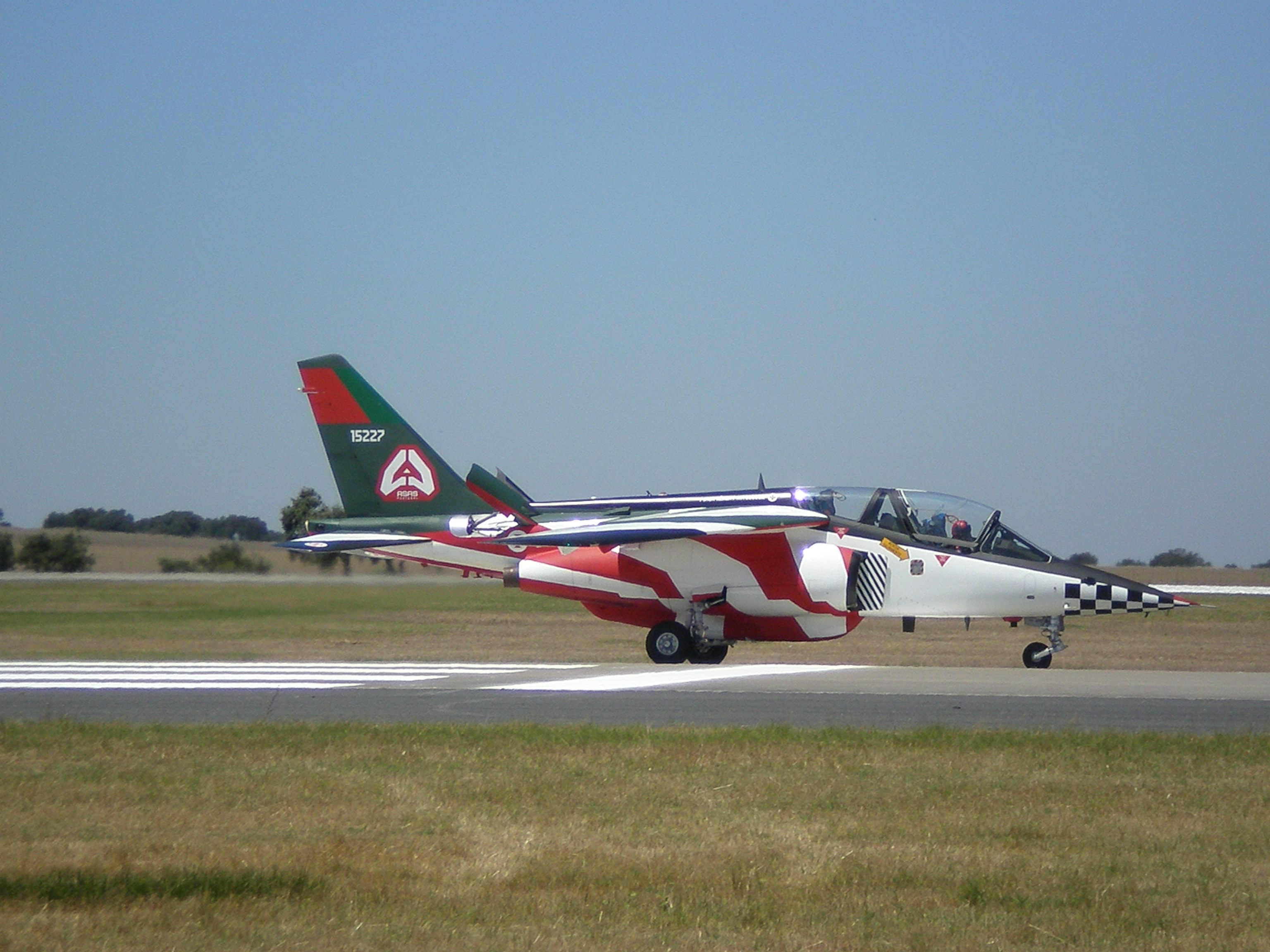
Alpha Jet com o atual esquema de pintura dos Asas de Portugal.

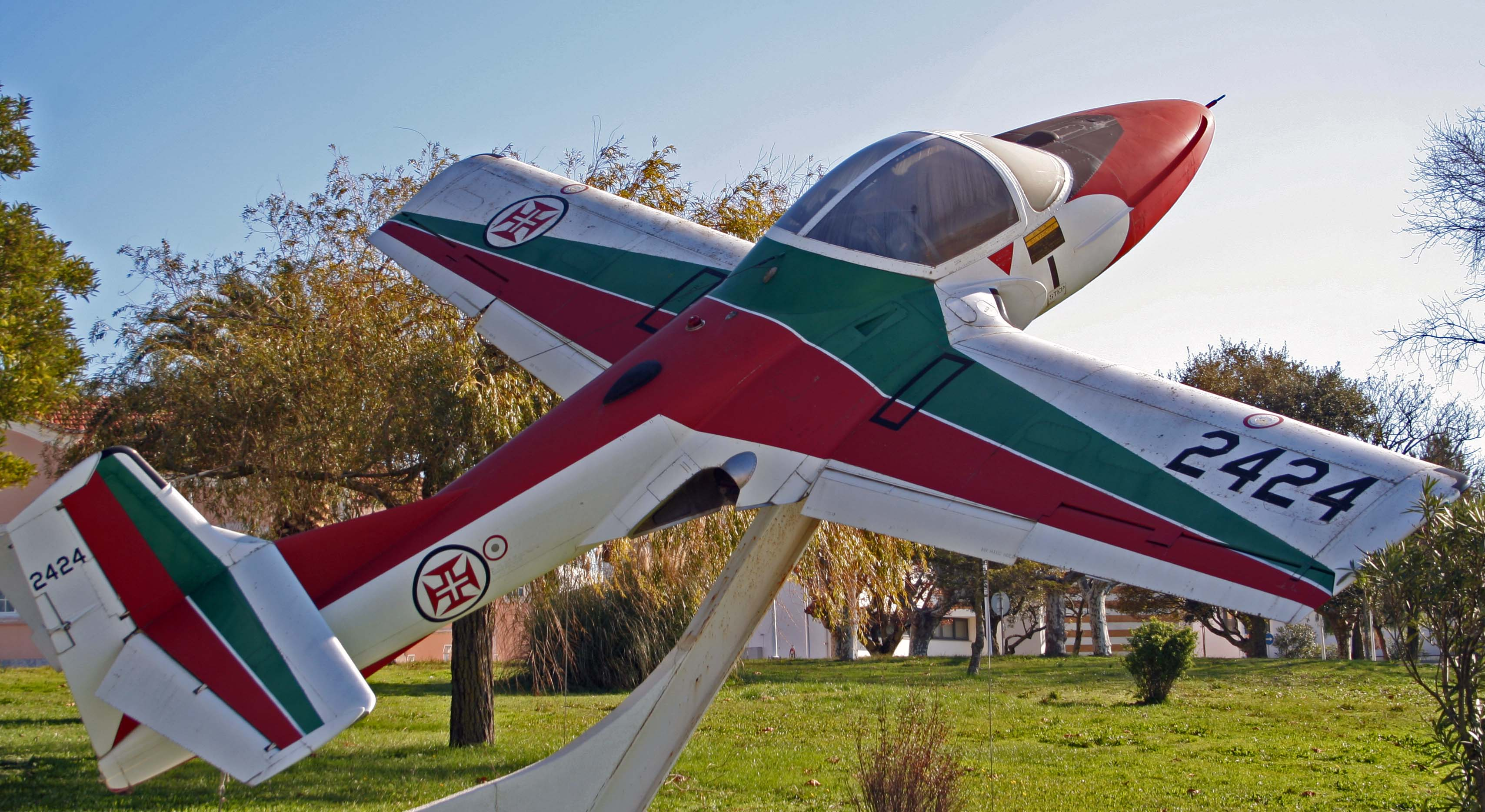
T-37 em exposição estática com a antiga pintura dos Asas de Portugal

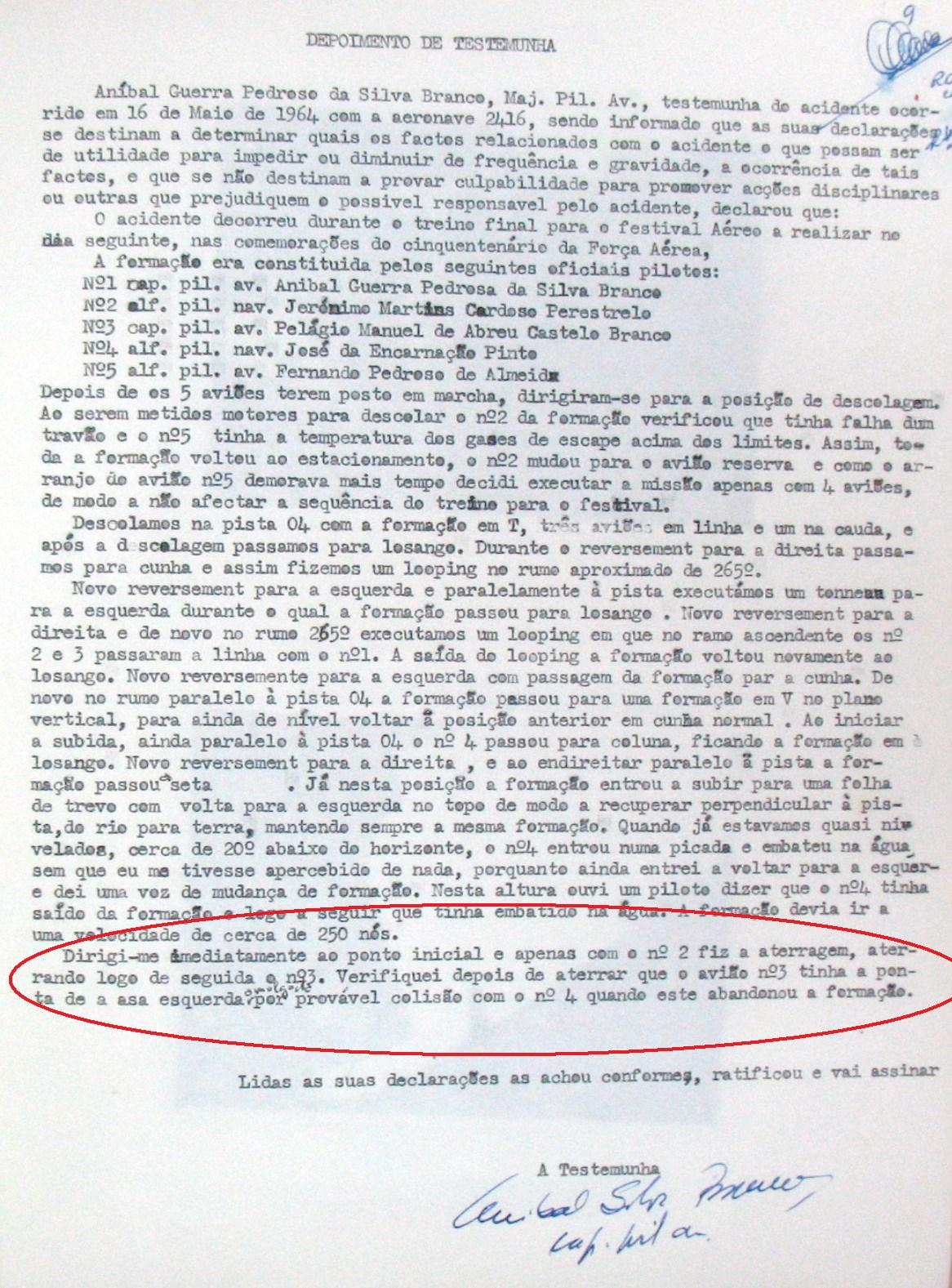
Depoimento do Líder de Acrobacia Aérea

Os Asas de Portugal foram uma equipa de demonstração e de acrobacia aérea da Força Aérea Portuguesa.

## História
Na década de 1950 existiram, na Força Aérea Portuguesa (FAP), duas patrulhas de demonstração, a Dragões e a São Jorge, que voavam em caças a jato F-84G. Essas patrulhas acabariam por ser desativadas em virtude do início da Guerra do Ultramar e do esforço que a FAP teve que que fazer nos seus diversos teatros de operações.
Depois do fim da Guerra do Ultramar, em 1976 e com o pretexto imediato de representar a FAP no festival aeronáutico comemorativo do Jubileu da Rainha Isabel II é criada a patrulha acrobática Asas de Portugal, por despacho do Chefe de Estado Maior da Força Aérea. A nova patrulha foi criada a partir da patrulha Os Panchos, cujo emblema de fato de voo adoptou, sendo equipada com aviões Cessna T-37.
Depois de 13 anos de atividade, a esquadra é desativada, devido às microfissuras nas asas detetadas após um acidente, que resultou na morte imediata do piloto José Serafim da Encarnação Pinto. O inquérito atribui o acidente ao facto do piloto ter tocado com a sua asa no leme traseiro de um seu camarada levando à queda do aparelho nas águas do Tejo, pelo que esta foi imediatamente suspensa e a esquadrilha não voltou a voar. . Conforme declarações do General Fernando Dias, no dia 9 de Dezembro de 1990, quando se preparavam para aterrar, apercebeu-se que um dos seus companheiros estava sem a asa esquerda e a cauda. Mais tarde averiguou-se que, à exceção de 5 aviões, todos os T-37 estavam com várias fissuras nas longarinas das asas, pelo que esta foi imediatamente suspensa e a esquadrilha não voltou a voar.
Durante este período os Asas estiveram sempre ligados à Esquadra 102, na Base Aérea de Sintra. Acabaria por vir a ser desativada em 1991.
A patrulha foi reativada, apenas, em 1997, desta vez já equipada com aviões Dassault-Dornier Alpha-Jet, agora na Esquadra 103 sedeada na Base Aérea de Beja. No entanto foi logo desativada no ano seguinte.
Em 2001 foi ativada uma parelha acrobática - mantendo os Alpha-Jet - designada Parelha da Cruz de Cristo.
Em 2005, a partir da Parelha da Cruz de Cristo é, novamente, reativada a patrulha Asas de Portugal.
Em 2010 os Asas de Portugal foram desactivados devido a um acidente ocorrido durante uma passagem a muito baixa altitude.

## Funções
Esta patrulha tem como funções:
- Promover a FAP junto do grande público.
- Procurar divulgar a acrobacia aérea.
- Representar a Força Aérea em manifestações da vida nacional e regional portuguesas e em festivais aeronáuticos considerados de relevo.

## Outras patrulhas aéreas
- Esquadrilha da Fumaça
- Thunderbirds
- Rotores de Portugal